# Ramiz Guliyev
Pour les articles homonymes, voir Guliyev.
Ramiz Guliyev (en azéri:Ramiz Əyyub oğlu Quliyev, né le 30 avril 1947 à Agdam, est un musicien azerbaïdjanais, joueur de tar.

## Biographie
En 1954, Ramiz Guliyev entre à l'école de musique dans la ville d'Agdam. En 1960, il entre à l'école de musique secondaire Uzeyir Hadjibeyov dans la même ville. De 1964 et 1969, il étudie le tar et la direction d'orchestre au conservatoire d'État d'Azerbaïdjan nommé d'après U. Hadjibeyov. Pendant les années d'études à Agdam, il participe à de nombreux concours et festivals dans le cadre de l'ensemble d'instruments folkloriques Chour, ainsi qu’à l’Exposition des réalisations économiques nationales à Moscou en 1961 et obtient des médailles et des diplômes honorifiques. Il est à la tête du club de joueur de tar du district et à la tête du département de musique du théâtre dramatique d'Agdam du nom d'Abdurrahim bey Hagverdiyev. En 1963 et 1964, il est professeur de tar à l'école d'Agdam n° 1, de 1965 et 1974 dans les écoles de musique n° 1 et 20 de Bakou, et de 1974 à 1992 au département d'instruments folkloriques du conservatoire d'État d'Azerbaïdjan nommé d'après U.Hadjibeyov. Il est professeur agrégé. En 1992-2002, il dirige le département.

## Tournées
Ramiz Guliyev effectue des tournées au Proche Orient, en Afrique, en Europe, au Japon, aux États-Unis et au Canada. En juin 1974, il reçoit le premier prix au Festival transcaucasien des musiciens, et en octobre de la même année, à la Ve Compétition des Artistes à Moscou parmi 1 100 participants.
Au IIIe symposium international de musique qui s’est tenu à Samarkand en 1987, Ramiz Guliyev se produit avec un grand succès en tant que leader et soliste du trio 
Mugam. Après une performance réussie au Festival international de folklore de l'UNESCO aux États-Unis en 1988, il est honoré d’un diplôme spécial de la direction du comité pour ses compétences de haut niveau. En 1989, Ramiz Guliyev est invité au festival traditionnel La Grande Route de la soie pour des concerts dans plus de 30 villes du Japon pendant 40 jours.
De 1964 à 1994, il est soliste de l'Orchestre philharmonique d'État d'Azerbaïdjan du nom de M. Magomayev[pas clair]. Il  reçoit le prix républicain du Komsomol de Lénine en 1978, Artiste émérite en 1982 et Artiste du peuple en 1988. En 1981 et 1984, il est élu au Conseil des députés du district Nasimi. En 1993, il reçoit le prix national Humay, et en 2001 le titre honorifique d'« artiste altruiste de l'année » du fonds national Simurg, créé au XXIe siècle. 

## Filmographie
- La filmographie de Ramiz Quliyev comprend 11 films :
- La vie d’Uzéyir (1981)
- La voix de Khan (2001)
- Chante, tar (1989)
- Chronique de la culture
- Abulfat Aliyev (2004)
- C’est la voix de Gadir (2007)
- Hasan Abdullayev dans les souvenirs (2007)
- Gambar Huseynli (2007)
- La corde jaune (2007)
- Joueur de tar
- Ramiz Quliyev (2008)
- Là, où il y a le mugam (2009)
- Mélodies folkloriques